# Alchemilla bandericensis
Alchemilla bandericensis är en rosväxtart som beskrevs av Pawl.. Alchemilla bandericensis ingår i släktet daggkåpor, och familjen rosväxter. Inga underarter finns listade i Catalogue of Life.